# Перепис населення Японії (2005)
|                                |  |  |
| Анкета для перепису 2005 року. |  |  |

Перепис населення Японії 2005 (яп. 平成17年国勢調査) — вісімнадцятий перепис населення Японії. Проходив 1 жовтня 2005 року, 17 року Хейсей. Спрощений перепис. На території префектури Окінава — п'ятий перепис, після повернення її Японії 1971 року. Здійснювався відповідно до положень закону Японії про статистику, указу Кабінету міністрів Японії та постанов адміністрації прем'єр-міністра Японії. Охоплював усю територію Японії за винятком північних островів Хабомай, Сікотан, Кунасірі та Еторофу, окупованих Росією, та Ліанкурових скель, окупованих Республікою Корея. Об'єктом перепису були усі особи, які проживали в Японії понад 3 місяці на час проведення перепису. Виняток становили працівники іноземних дипломатичних представництв в Японії та члени їхніх сімей, а також іноземні військові та їхні сім'ї. Перепис проводився по двох одиницях — господарствах і членам господарств. Облік господарств вівся за 5 критеріями: типом, кількістю членів, типом житла, площею житла, типом побудови житла; облік членів господарства здійснювався за 12 критеріями: прізвище та ім'я, стать, день народження, статус в господарстві, сімейний статус, громадянство, робота або навчання, кількість робочих годин, тип роботи, належність до організації, посада в організації, адреса організації. Перепис проводився Службою статистики Міністерства загальних справ Японії на рівні префектур і муніципалітетів — міст, містечок, сіл. На основі даних перепису створювалася карта округів перепису, де до 1 округу входило 50 господарств. Для проведення перепису було зайнято 830 тисяч переписувачів, які проводили анкетування. В одній анкеті можна було вписати дані чотирьох членів одного господарства. Попередні результати перепису населення були опубліковані Міністерством загальних справ в січні 2006 року; остаточні — в 26 лютого 2010 року.

## Населення

### Країна
|                     | Загальне    | Ріст 2000—2005  | Міста       | Міста    | Повіти (містечка, села) | Повіти (містечка, села) |
| ------------------- | ----------- | --------------- | ----------- | -------- | ----------------------- | ----------------------- |
| Населення (осіб)    | 127 767 994 | 842 151 (0,7 %) | 110 264 324 | (86,3 %) | 17 503 670              | (13,7 %)                |
| Площа (км²)         | 377 914,78  |                 | 181 792,37  | (48,1 %) | 195 025,66              | (51,6 %)                |
| Густота (осіб /км²) | 343         |                 | 607         |          | 92                      |                         |

- Кількість населених пунктів: 2217[7]
  - Міста: 751[7]; з них 12 міст-мільйонників, де проживає близько чверті усіх мешканців міст[7].
  - Містечка і села: 1466[7]

### Префектури
За результатами перепису найбільше осіб проживало в префектурі Токіо (близько 12,6 млн), найменше — в префектурі Тотторі (607 тис.). Понад чверть населення країни мешкала в префектурах регіону Канто з центром Токіо. Порівняно з 2000 роком відбулося скорочення кількості населення в більшості префектур. Найбільше зростання спостерігалося в Токіо (4,2 %), найбільше скорочення — в Акіті (–3,7 %). Загалом, ріст населення спостерігався лише в префектурах, близьких до великих урбаністичних центрів Токіо, Осаки, Наґої та Фукуоки. Найбільша густота населення була зафіксована в префектурі Токіо (5751 особа/км²), найменша — в префектурі Хоккайдо (72 особи/км²). В усіх префектурах міське населення переважало повітове населення містечок і сіл. Найвищий відсоток міського населення мав Токіо (99,3 %), а найменший — Вакаяма (64,0 %).
- І — населення префектури відносно населення Японії (%)
- II — густота (осіб/км²)
- III — відсоток міського населення (%)
- М — населення міст (осіб)
- П — населення повітових містечок і сіл (осіб)

| №  | Преф.    | Нас-ння    | І   | Ріст    | %    | Площа     | ІІ   | М          | ІІІ  | П         |
| -- | -------- | ---------- | --- | ------- | ---- | --------- | ---- | ---------- | ---- | --------- |
| 01 | Хоккайдо | 5 627 737  | 4,4 | −55 325 | −1,0 | 83 455,73 | 72   | 4 410 600  | 78,4 | 1 217 137 |
| 02 | Аоморі   | 1 436 657  | 1,1 | −39 071 | −2,6 | 9606,88   | 150  | 1 044 992  | 72,7 | 391 665   |
| 03 | Івате    | 1 385 041  | 1,1 | −31 139 | −2,2 | 15 278,71 | 91   | 968 784    | 69,9 | 416 257   |
| 04 | Міяґі    | 2 360 218  | 1,8 | −5102   | −0,2 | 7285,60   | 324  | 1 846 071  | 78,2 | 514 147   |
| 05 | Акіта    | 1 145 501  | 0,9 | −43 778 | −3,7 | 11 612,22 | 99   | 1 018 258  | 88,9 | 127 243   |
| 06 | Ямаґата  | 1 216 181  | 1,0 | −27 966 | −2,2 | 9323,39   | 130  | 934 911    | 76,9 | 281 270   |
| 07 | Фукусіма | 2 091 319  | 1,6 | −35 616 | −1,7 | 13 782,75 | 152  | 1 435 517  | 68,6 | 655 802   |
| 08 | Ібаракі  | 2 975 167  | 2,3 | −10 509 | −0,4 | 6095,68   | 488  | 2 445 830  | 82,2 | 529 337   |
| 09 | Тотіґі   | 2 016 631  | 1,6 | 11 814  | 0,6  | 6408,28   | 315  | 1 524 917  | 75,6 | 491 714   |
| 10 | Ґумма    | 2 024 135  | 1,6 | −717    | −0,0 | 6363,16   | 318  | 1 446 488  | 71,5 | 577 647   |
| 11 | Сайтама  | 7 054 243  | 5,5 | 116 237 | 1,7  | 3797,30   | 1858 | 6 268 464  | 88,9 | 785 779   |
| 12 | Тіба     | 6 056 462  | 4,7 | 130 177 | 2,2  | 5156,68   | 1175 | 5 534 501  | 91,4 | 521 961   |
| 13 | Токіо    | 12 576 601 | 9,8 | 512 458 | 4,2  | 2186,96   | 5751 | 12 488 554 | 99,3 | 88 047    |
| 14 | Канаґава | 8 791 597  | 6,9 | 301 665 | 3,6  | 2415,84   | 3639 | 8 413 058  | 95,7 | 378 539   |
| 15 | Ніїґата  | 2 431 459  | 1,9 | −44 274 | −1,8 | 12 583,32 | 193  | 2 185 946  | 89,9 | 245 513   |
| 16 | Тояма    | 1 111 729  | 0,9 | −9122   | −0,8 | 4247,39   | 262  | 937 944    | 84,4 | 173 785   |
| 17 | Ісікава  | 1 174 026  | 0,9 | −6951   | −0,6 | 4185,46   | 281  | 959 916    | 81,8 | 214 110   |
| 18 | Фукуй    | 821 592    | 0,6 | −7352   | −0,9 | 4189,25   | 196  | 602 593    | 73,3 | 218 999   |
| 19 | Яманасі  | 884 515    | 0,7 | −3657   | −0,4 | 4465,37   | 198  | 698 888    | 79,0 | 185 627   |
| 20 | Наґано   | 2 196 114  | 1,7 | −17 014 | −0,8 | 13 562,23 | 162  | 1 661 847  | 75,7 | 534 267   |
| 21 | Ґіфу     | 2 107 226  | 1,6 | −2514   | −0,1 | 10 621,17 | 198  | 1 741 003  | 82,6 | 366 223   |
| 22 | Сідзуока | 3 792 377  | 3,0 | 24 984  | 0,7  | 7780,03   | 488  | 3 393 306  | 89,5 | 399 071   |
| 23 | Айті     | 7 254 704  | 5,7 | 211 404 | 3,0  | 5164,02   | 1405 | 6 422 909  | 88,5 | 831 795   |
| 24 | Міє      | 1 866 963  | 1,5 | 9624    | 0,5  | 5776,68   | 323  | 1 511 525  | 81,0 | 355 438   |
| 25 | Сіґа     | 1 380 361  | 1,1 | 37 529  | 2,8  | 4017,36   | 344  | 1 166 483  | 84,5 | 213 878   |
| 26 | Кіото    | 2 647 660  | 2,1 | 3269    | 0,1  | 4613,00   | 574  | 2 393 251  | 90,4 | 254 409   |
| 27 | Осака    | 8 817 166  | 6,9 | 12 085  | 0,1  | 1894,31   | 4655 | 8 624 888  | 97,8 | 192 278   |
| 28 | Хьоґо    | 5 590 601  | 4,4 | 40 027  | 0,7  | 8394,92   | 666  | 5 198 542  | 93,0 | 392 059   |
| 29 | Нара     | 1 421 310  | 1,1 | −21 485 | −1,5 | 3691,09   | 385  | 1 078 901  | 75,9 | 342 409   |
| 30 | Вакаяма  | 1 035 969  | 0,8 | −33 943 | −3,2 | 4726,08   | 219  | 662 749    | 64,0 | 373 220   |
| 31 | Тотторі  | 607 012    | 0,5 | −6277   | −1,0 | 3507,25   | 173  | 440 375    | 72,5 | 166 637   |
| 32 | Сімане   | 742 223    | 0,6 | −19 280 | −2,5 | 6707,56   | 111  | 615 043    | 82,9 | 127 180   |
| 33 | Окаяма   | 1 957 264  | 1,5 | 6436    | 0,3  | 7112,73   | 275  | 1 773 067  | 90,6 | 184 197   |
| 34 | Хіросіма | 2 876 642  | 2,3 | −2273   | −0,1 | 8477,92   | 339  | 2 612 458  | 90,8 | 264 184   |
| 35 | Ямаґуті  | 1 492 606  | 1,2 | −35 358 | −2,3 | 6111,91   | 244  | 1 360 576  | 91,2 | 132 030   |
| 36 | Токусіма | 809 950    | 0,6 | −14 158 | −1,7 | 4145,33   | 195  | 549 496    | 67,8 | 260 454   |
| 37 | Каґава   | 1 012 400  | 0,8 | −10 490 | −1,0 | 1876,41   | 540  | 676 517    | 66,8 | 335 883   |
| 38 | Ехіме    | 1 467 815  | 1,1 | −25 277 | −1,7 | 5677,12   | 259  | 1 320 310  | 90,0 | 147 505   |
| 39 | Коті     | 796 292    | 0,6 | −17 657 | −2,2 | 7105,01   | 112  | 557 725    | 70,0 | 238 567   |
| 40 | Фукуока  | 5 049 908  | 4,0 | 34 209  | 0,7  | 4976,12   | 1015 | 4 147 947  | 82,1 | 901 961   |
| 41 | Саґа     | 866 369    | 0,7 | −10 285 | −1,2 | 2439,58   | 355  | 592 849    | 68,4 | 273 520   |
| 42 | Нагасакі | 1 478 632  | 1,2 | −37 891 | −2,5 | 4094,76   | 361  | 1 169 080  | 79,1 | 309 552   |
| 43 | Кумамото | 1 842 233  | 1,4 | −17 111 | −0,9 | 7404,83   | 249  | 1 303 884  | 70,8 | 538 349   |
| 44 | Ойта     | 1 209 571  | 0,9 | −11 569 | −0,9 | 6339,32   | 191  | 1 115 872  | 92,3 | 93 699    |
| 45 | Міядзакі | 1 153 042  | 0,9 | −16 965 | −1,4 | 7734,77   | 149  | 785 920    | 68,2 | 367 122   |
| 46 | Каґошіма | 1 753 179  | 1,4 | −33 015 | −1,8 | 9187,69   | 191  | 1 206 952  | 68,8 | 546 227   |
| 47 | Окінава  | 1 361 594  | 1,1 | 43 374  | 3,3  | 2274,59   | 599  | 1 014 617  | 74,5 | 346 977   |